# Colegio Sadiki
El Colegio Sadiki, también conocido como Collège Sadiki (en árabe, المدرسة الصادقية, Al Madrasat Al Sadiqiyah), fue la primera institución de educación secundaria moderna de Túnez. Fundado el 1 de febrero de 1875 por iniciativa del Gran Visir Khayr al-Din Pachá, su propósito original fue formar un grupo de élite de pensadores que transformasen el país en un Estado moderno.
El Colegio es conocido por haber jugado un papel determinante en la obtención de la independencia tunecina. De sus aulas emergieron generaciones de jóvenes que se enfrentaron al poder colonial francés y que más tarde participaron en los sucesivos gobiernos del partido Neo-Destur. Entre las figuras más destacadas se hallan el primer presidente de la República, Habib Burguiba, los expresidentes Moncef Marzouki y Béji Caïd Essebsi, el ex primer ministro Mohamed Mzali o el actual presidente Kaïs Saied.
Hoy en día el Colegio abarca desde la enseñanza primaria hasta el bachillerato. 

## Antecedentes
A mediados del siglo XIX, ciertos sectores de la sociedad tunecina comenzaron a tomar conciencia de la necesidad de crear instituciones educativas que, tal y como sucedía en los países vecinos, modernizasen el país ante el poder económico, militar y político de la Europa industrializada. El Gran Visir Khayr al-Din Pacha (n. 1873-1877) puso en marcha una nueva política educativa basada en los sistemas e instituciones europeos que había tenido oportunidad de conocer a lo largo de varias visitas al continente. En este contexto, en junio de 1874 designó una Comisión encargada, entre otras cosas, de idear el proyecto de una nueva escuela que preparase a los alumnos para traer prosperidad al Estado y diera la nación musulmana los medios para defender sus intereses.

## El Colegio Sadiki

### Creación del Colegio

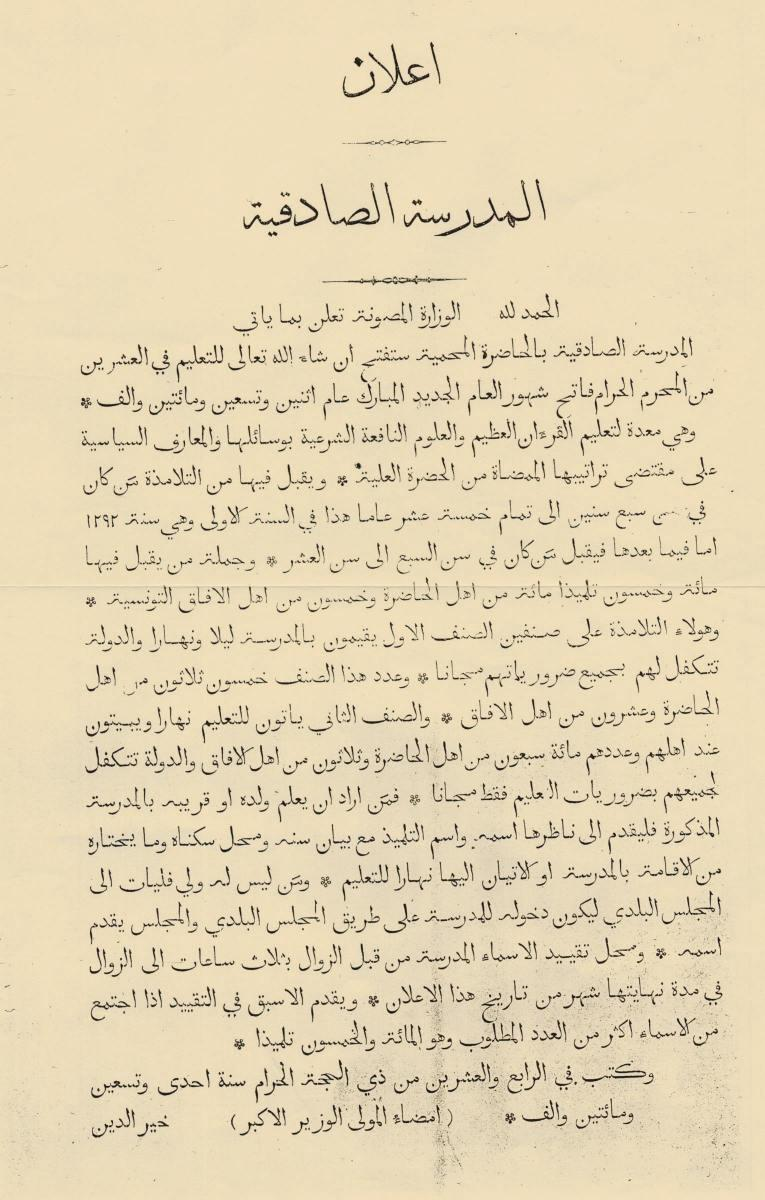
Anuncio de apertura del Colegio Sadiki.

La Comisión de Khayr al-Din creó el Colegio Sadiki por medio del decreto del 13 de enero de 1875 (5 dul-hijja 1291). La escuela recibió el nombre de Sadiki en honor del Bey Mohamad III, también conocido como Muhammad III al-Sadick o simplemente Sadok Bey.
En un primer momento la enseñanza se dividió en tres secciones. La primera aplicaba una instrucción elemental en árabe llevada a cabo por una docena de maestros (mu'addibûn). La segunda se centraba en los métodos tradicionales de enseñanza y corría a cargo de unos diez profesores (mudarrisûn), en su mayoría pertenecientes al profesorado de la Gran Mezquita de la Zitouna. Finalmente, la tercera sección abarcaba la enseñanza de las lenguas extranjeras (turco, italiano y francés) y de las ciencias seculares. Entre estas últimas se hallaban las matemáticas (álgebra y aritmética), geometría plana y tecnología; física (incluyendo geografía física y astrometría) y ciencias naturales (medicina, veterinaria, botánica, zoología, mineralogía, agricultura). De ello se encargarían principalmente profesores extranjeros (mu'allimûn). Los alumnos que así lo deseasen podrían compaginar las enseñanzas de las secciones primera y segunda, más tradicionales, con las más modernas de la tercera.
El Colegio constaría inicialmente de 150 estudiantes, 100 en régimen de media pensión y 50 internos. Dentro de este último grupo habría al menos 20 jóvenes no provenientes de la capital. La primera promoción admitiría estudiantes de hasta 15 años, un límite que en los años venideros se reduciría a los 10. La enseñanza sería completamente gratuita, incluidos el internado, el uniforme y el material escolar, y tendría una duración total de 7 años.
El Colegio abrió sus puertas el 27 de febrero de 1875 (20 muharram 1292) bajo la dirección de Mohamed Larbi Zarrouk y la supervisión de dos subdirectores, el Coronel Iskandar y el General Omar Ben Barkate.

### Localización

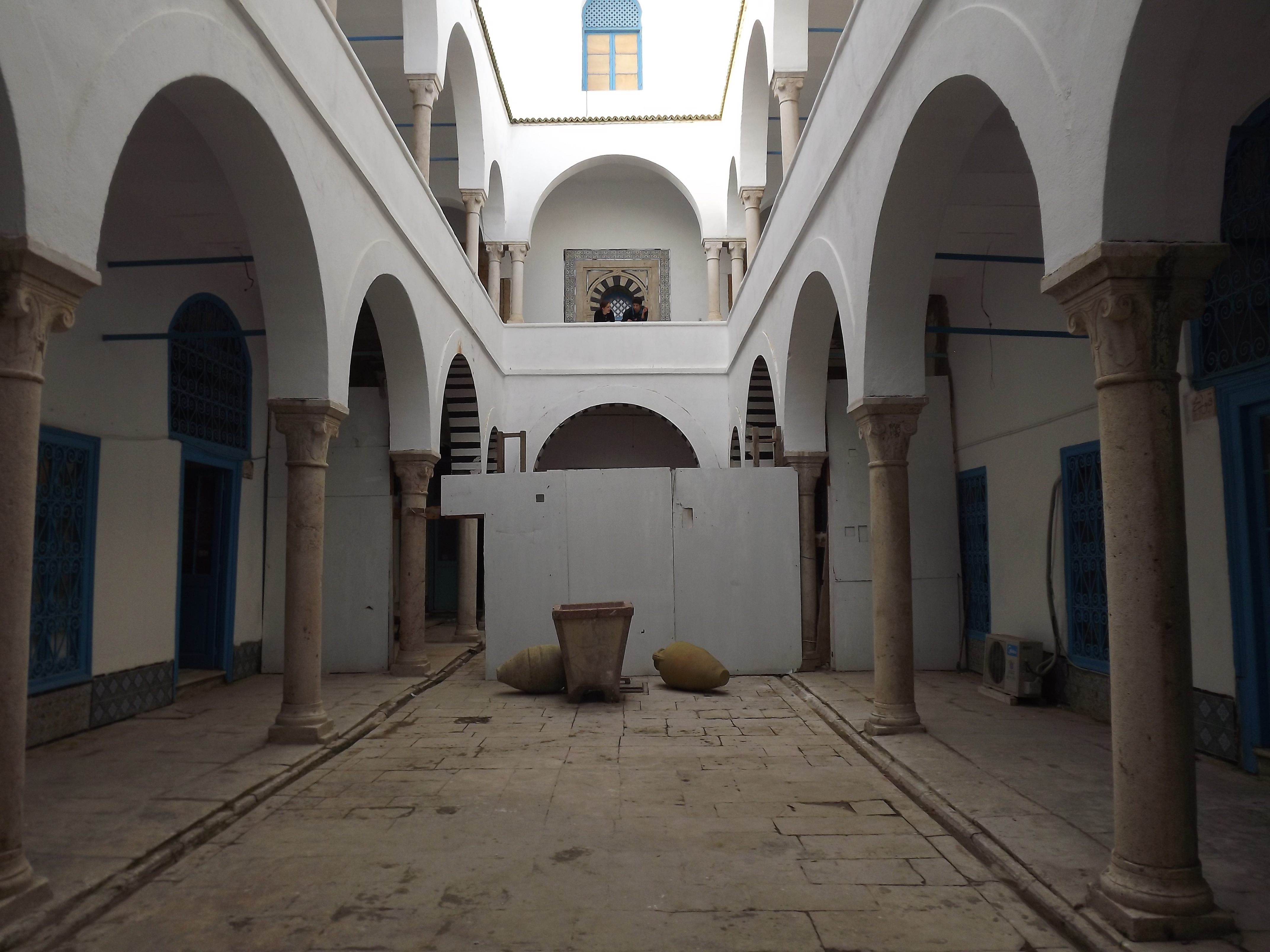
Primera sede del colegio Sadiki, los cuarteles Sidi El Morjani.

El Colegio Sadiki se instaló en un primer momento en el antiguo cuartel jenízaro Sidi el Morjeni, ubicado en el número 55 de la calle Djamaa z-Zaytuna. Construido entre 1806 y 1809 por Hammûda Pasha, el edificio constaba de dos niveles de dependencias en torno a un patio rectangular. Los arcos de medio punto en forma de herradura de los pórticos descansan sobre columnas coronadas con capiteles de tipo turco. En las cuatro esquinas del edificio hay edículos para la vigilancia del cuartel.
Marius Delmas, primer director francés que tuvo el Colegio (n. 1892-1912), trasladó la institución hasta su emplazamiento actual en el número 6 de la calle Sinen Pacha, en la Kasba. El terreno, de 16 000 m2, fue adquirido a la Banque de Tunisie por 100 000 francos, mediante una subvención del Gobierno por valor de 200 000 francos. El nuevo edificio, diseñado por el arquitecto De Maillet, estuvo listo en octubre de 1897.
La construcción representa un conjunto arquitectónico homogéneo de estilo neomorisco conocido como Arabissance. La fachada principal, de piedra ocre amarilla, consiste en una galería central de dos pisos flanqueada por dos torres coronadas por cúpulas. La galería central tiene siete arcos de herradura sostenidos por columnas con capiteles de mármol de estilo hispano-morisco. El minarete es el elemento arquitectónico más llamativo, percibido hoy como el símbolo de la institución. Las dos extensiones laterales fueron construidas en 1936 y el complejo fue clasificado como monumento histórico el 19 de octubre de 1992.

### Vida en el Colegio y programas educativos
Los alumnos estaban sujetos a una disciplina casi militar y se insistía en un comportamiento moral muy estricto basado en la honestidad, el respeto por los demás y la abnegación en el trabajo. Las clases comenzaban temprano, con una pausa de dos horas durante los meses de otoño e invierno y de tres horas en primavera y verano. En sus primeros años, aparte de los días festivos regulares en las fiestas religiosas, no había vacaciones, pero el programa fue aligerado para los meses de Ramadán y los meses más calurosos.
Los estudiantes eran objeto de un seguimiento riguroso, debiendo aprobar una serie de exámenes que tenían lugar durante dos semanas al final de cada año escolar, en el mes de muharram. Las pruebas se llevaban a cabo en el Palacio del Gobierno y en presencia de público, entre ellos, del primer ministro, y concluían con una ceremonia de entrega de premios y toda una serie de festejos posteriores.
Con la instauración del Protectorado (d. 1881-1856) comenzó una nueva etapa para el Colegio Sadiki. El objetivo de la colonización francesa durante toda esta etapa fue crear una élite franco-tunecina de la que servirse en puestos de la administración para promover los intereses de la metrópoli. Buscando privar al Colegio de su autonomía, el decreto de 9 de diciembre de 1882 (27 muharram 1300) estableció una nueva forma de administración colegiada, el Consejo, constituido en una paridad sin precedentes entre árabes y franceses. La primera medida del órgano fue convertir el francés en la única lengua vehicular de la enseñanza científica, que hasta entonces se podía cursar también en italiano. Así, este quedó relegado a la categoría de lengua extranjera, disponible únicamente a partir del cuarto año. Al mismo tiempo se suprimió el estudio del turco del programa educativo. Otras decisiones que podrían parecer menores en cuanto a sus consecuencias —aunque relevantes por su carácter simbólico— fueron la adopción del calendario gregoriano y la alineación de las vacaciones escolares con las de las escuelas francesas.
De este modo, a la llegada del director francés Delmas en 1892, el nivel del Colegio había descendido tanto que los programas que se aplicaban eran equivalentes a la enseñanza primaria francesa, y la educación secundaria en Túnez había quedado exclusivamente en manos del instituto Saint Charles, precursor del Liceo Carnot. Delmas, además de trasladar el Colegio a su ubicación actual, se entregó a la causa de devolverle el prestigio que un día había tenido y su estatus de escuela de educación secundaria. A tal fin, a partir de 1897 Sadiki sólo admitiría estudiantes en posesión de un certificado de estudios de primaria, lo que permitió la instauración de planes de enseñanza secundaria moderna que incluyesen el estudio en profundidad del árabe y del francés, del derecho musulmán y tunecino, y de la Administración y la contabilidad.
Sin embargo, este propósito de reducir el Colegio a un rol de mera formación de funcionarios subalternos no complació a las élites tunecinas, que comenzaron a pugnar por una preparación que les permitiera embarcarse en estudios universitarios de otro tipo en Francia. Gracias a la influencia de estos antiguos alumnos, en 1906 la enseñanza en el Colegio pasó a ofrecer tres itinerarios, uno de los cuales era precisamente la preparación del Bachillerato. Finalmente, durante la administración de Gabriel Merat (d. 1927-1934), la educación se equiparó a la de los liceos franceses, si bien haciendo un especial hincapié, como demandaban los Jóvenes Tunecinos, en el estudio de la lengua y literatura árabes así como de la civilización islámica.

### Dotación y expolio de los bienes del Colegio
A fin de garantizar la permanencia del Colegio, Khayr al-Din lo dotó de una serie de bienes confiscados al ministro Khaznadar, caído en desgracia, que volvió inalienables al acogerlos al régimen de los habices. La administración de dichos bienes fue confiada a una administración independiente, y las rentas que de ellos derivasen permitían, a priori, la independencia económica del Colegio. Sin embargo, la fundación de bienes sufrió el efecto de numerosos abusos y decisiones desacertadas, que conllevaron la progresiva destrucción de la misma.
Un caso especialmente sonado fue el del ministro Mustafá Ben Ismail, quien ostentó el cargo de Gran Visir entre 1878 y 1881. Si bien la condición de inalienable de los habices impedía la venta de los bienes, la fórmula del intercambio seguía siendo posible. De este modo Ben Ismail se apropió de las más valiosas propiedades de la institución a cambio de otras de precio irrisorio. En 1882, el Consejo de Administración del Colegio inició un procedimiento ante el Tribunal del Châraa con el objeto de revisar esos intercambios. El caso condujo a un fallo a favor del Colegio, pero el Tribunal francés de Túnez rechazó el execuátur solicitado por el Colegio contra Ben Ismail, que se hallaba exiliado. Para entonces, el ex primer ministro había cedido todos los bienes que poseía en Túnez a una sociedad llamada Société Foncière de Tunisie. El caso fue remitido al Tribunal de Apelación de Argel, pero su mantenimiento continuaba vaciando las arcas del Colegio, que ya de por sí se hallaban en un estado precario. Por este motivo la demanda fue finalmente abandonada y el asunto remitido a un proceso de arbitraje. El Colegio recibió la suma de 175 000 francos por parte de la Société Foncière a cambio de renunciar a sus derechos sobre las propiedades que reclamaba, además de mantener las propiedades recibidas a cambio de aquellas. Esta transacción permitió al Colegio recibir una compensación parcial, aunque no suficiente.
En virtud del decreto de 31 de mayo de 1956, el gobierno tunecino abolió los bienes habices de carácter público. De esta forma, los bienes del Colegio Sadiki pasaron a integrarse en el patrimonio del Estado, aunque siguieron siendo gestionados por un administrador independiente. El 1 de abril de 1959 el Colegio fue designado como usufructuario de sus antiguos bienes y los gastos de funcionamiento de la escuela pasaron a ser cubiertos en su totalidad por el presupuesto estatal.

## Los sadikíes y la política

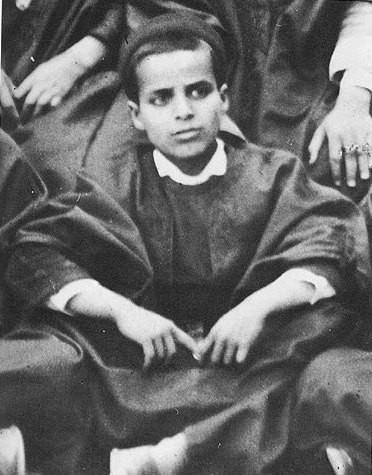
Habib Burguiba como estudiante del Colegio Sadiki en 1917.

La principal razón de la importancia del Colegio Sadiki es sin duda alguna el papel esencial que jugaron muchos de sus antiguos alumnos en la lucha por los derechos de los tunecinos y, finalmente, la Independencia. Durante el Protectorado, los sadikíes se formaban en el respeto de los principios de libertad, igualdad y fraternidad franceses, y en la creencia de un posible acuerdo con base en estos fundamentos morales entre las culturas árabe-musulmana y francesa, en la que ahora también participaban. Sin embargo, al incorporarse al mundo laboral debían hacer frente a una gran desigualdad entre colonizadores y colonizados. Ello, unido a un espíritu de solidaridad inquebrantable derivado de las exigentes condiciones de la enseñanza en el Colegio, hicieron que poco a poco se desarrollase una conciencia política y de lucha contra las injusticias que se materializó en acciones tanto dentro como fuera de la institución.
A nivel interno, destacan la movilización de 1882 para la renovación de las becas de los antiguos alumnos que habían sido enviados a Francia el año anterior y las medidas tomadas en 1906, que condujeron a la inclusión de la preparación del Bachillerato en el programa escolar. Ese mismo año se crea la Asociación de Antiguos Alumnos del Colegio Sadiki, que aglutinó a muchos de los que constituyeron el núcleo del movimiento nacionalista de los Jóvenes Tunecinos. Así, poco a poco el carácter reivindicativo de los sadikíes se fue tornando hacia el espacio público y la política. El sadiquí Ali Bach Hamba, por ejemplo, se ubicó a la cabeza del boicot a los tranvías de la capital en 1912, en respuesta al atropello de un niño. El boicot se prolongará durante más de un mes y concluirá con la detención de sus promotores. 
Tras el final de la Primera Guerra Mundial y hasta la independencia en 1955, la participación de los estudiantes y antiguos alumnos del Colegio en manifestaciones populares revela el alto grado de conciencia política que habían alcanzado. Muchos de ellos se adhirieron al Partido Desturiano Libre y más tarde al Partido Neodesturiano, y protagonizaron algunos de los episodios más notables de la lucha por la independencia, tales como la manifestación contra Naceur Bey en 1922, las protestas que siguieron al Congreso Eucarístico de Túnez en 1930 o las derivadas del caso Ali Belhaouane en abril de 1938. Entre ellos destaca el que sería el primer presidente de la República Tunecina, Habib Burguiba, quien cursó sus estudios en el Colegio Sadiki hasta 1920. Tras integrar los grupos militantes desturianos, comenzó a rechazar la colonización, si bien no renegó de la cultura francesa ni de lo que Francia, como modelo, puede seguir aportando. En 1933 tuvo lugar un hecho que supuso para él el paso esencial para convertirse en un líder de primera magnitud. Por aquel entonces, Francia pretendía que las élites tunecinas adquiriesen la nacionalidad francesa, lo que suponía darles acceso a la ciudadanía plena y, por tanto, al derecho de voto y una presencia plena en las instituciones. Los tunecinos vieron con recelo a aquellos que efectivamente se naturalizaron, considerándolos como apóstatas del islam. Por este motivo tuvieron lugar reyertas en distintas ciudades y se les retiró el derecho a ser enterrados, una vez muertos, en cementerios musulmanes. Burguiba, que formaba parte de la ejecutiva del Partido Desturiano Libre, dimitió como forma de protesta por el entierro de un naturalizado francés en el cementerio musulmán de Monastir, su ciudad natal. Adicionalmente hizo un llamamiento a la población a través de la prensa y pidió a los ulemas la emisión de una fetua condenando la naturalización. Eso llevará a Burguiba a una dimensión de personalidad de primer orden y culminará, en última instancia, con la escisión del Partido Desturiano y la aparición el Partido Neodesturiano, que será quien finalmente firme junto con el Bey el acuerdo de independencia con Francia.

## Directores
- 1875-1881: General Mohamed Larbi Zarrouk
- 1881-1883: Hassouna Mettali
- 1883-1885: Amor Ben Omar Barket
- 1885-1886: Mohamed El Karoui
- 1886-1888: Laroussi Ben Ayed
- 1888-1892: Tahar Ben Salah
- 1892-1912: Marius Delmas
- 1912-1927 : Pierre Bollon
- 1927-1934 : Gabriel Merat
- 1934-1941 : Jean Lecompte
- 1941-1944: Georges Gaston
- 1944-1955: Mohamed Attia
- 1955-1968: Abdelwahab Bakir
- 1968-1970: Habib Zghonda
- 1970-?: Mohamed Achour

## Colegiales célebres
Ver las historias de los colegiales famosos de la siguiente lista: Catégorie:Élève du Collège Sadiki
| A - Ezzeddine Abassi - Ahmed Abdelkefi - Lotfi Achour - Mustafá Amara - Hassouna Ayachi - Chedly Ayari B - Ali Bach Hamba - Ali Belhouane - Tahar Belkhodja - Abdelmalek Ben Achour - Abdelhamid Ben Aljia - Mohammed Ben Ammar - Raouf Ben Amor - Aly Ben Ayed - Abdelaziz Ben Dhia - Mongi Ben Hamida - Mustafá Ben Jaafar - Naceur Ben Jaafar - Sadok Ben Jemâa - Ahmed Ben Miled | - Khairallah Ben Mustafá - Ahmed Ben Salah - Béchir Ben Slama - Slimane Ben Slimane - Ali Bouchoucha - Khelil Bouhageb - Abdelwahab Bouhdiba - Habib Boularès - Habib Burguiba - Habib Burguiba Jr. - Sadok Boussofara C - Habib Chatti - Lamine Chebbi - Moncef Cheikhrouhou - Moncef Chelli - Mohamed Chenik - Mohamed Hédi Chérif D - Farhat Dachraoui - Béchir Dinguizli - Mustafá Dinguizli | - Hichem Djaït - Aziz Djellouli - Taïeb Djellouli - Rachid Driss E - Mohamed Ali El Annabi - Abderraouf El Basti - Abdelaziz El Aroui - Béji Caïd Essebsi F - Mohamed Hassine Fantar - Jallouli Farès - Mohamed Raja Farhat - Mustafá Filali G - Azzedine Guellouz - Driss Guiga - Tahar Guiga H - Noureddine Hached - Mohamed Harmel - Hassan II | J - Radhi Jazi - Fadhel Jaziri - Hachemi Jegham K - Othman Kaak - Mustafá El Kamel - Mohamed Karoui - Mohamed El Kassab - Chedly Khairallah - Brahim Khouaja - Chedli Klibi - Mongi Kooli L - Abderrahmane Ladgham - Bahi Ladgham - Hédi Lakhoua - Mohamed Lasram - Ali Louati M - Salma Hédia Mabrouk - Ammar Mahjoubi | - Mounir Majdoub - Moncef Marzouki - Mohamed Masmoudi - Mahmoud El Materi - Fouad Mebazaa - Taïeb Mehiri - Chawki Mejri - Mahmoud Messadi - Abdelfattah Mourou - Sadok Mtimet - Mohamed Mzali O - Habib Osman - Mustafá Osman R - Hichem Rostom - Amor Rourou S - Taïeb Sahbani - Kaïs Saïed - Ali Sakkat - Mohamed Sayah | - Habib Selmi - Béchir Sfar - Mustafá Sfar - Tahar Sfar - Salem Snadly - Mohamed Snoussi - Zine el-Abidine Snoussi - Walid Soliman T - Mohamed Talbi - Ahmed Tlili - Béchir Torki Y - Mohamed Yalaoui Z - Abdeljelil Zaouche - Mondher Zenaidi - Sadok Zmerli - Fathi Zouhir |